# Artur Scherbius

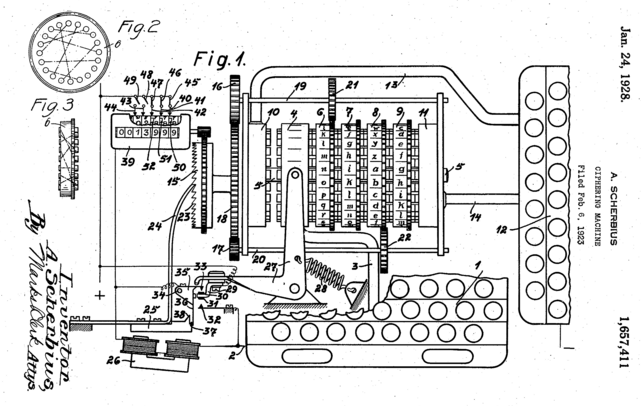
Jeden z patentów Scherbiusa

Artur Scherbius (ur. 30 października 1878 we Frankfurcie nad Menem, zm. 13 maja 1929 w Berlinie) – inżynier niemiecki.
W 1919 otrzymał patent na elektromechaniczną maszynę szyfrującą; założył wraz z Ernstem Richardem firmę Scherbius & Ritterwas, celem jej wytwarzania i ewentualnej sprzedaży. Firma zakupiła również prawa do innego patentu z tej dziedziny, którego właścicielem był Hugo Koch. Tak zaczęto wytwarzać Enigmę, zaprezentowaną po raz pierwszy w 1923. Patent został przejęty i znacznie zmodyfikowany przez Borisa Hagelina. Scherbius nie doczekał wprowadzenia swojego wynalazku do produkcji seryjnej - zbankrutował, a w 1929 zginął w katastrofie powozu.